# LZW
LZW là một phương pháp nén được phát minh bởi Lempel - Ziv và Welch. Nó hoạt động dựa trên một ý tưởng rất đơn giản là người mã hoá và người giải mã cùng xây dựng bảng mã. Bảng mã này không cần được lưu kèm với dữ liệu trong quá trình nén, mà khi giải nén, người giải nén sẽ xây dựng lại nó.
Nguyên tắc hoạt động của nó như sau:
- Một xâu ký tự là một tập hợp từ hai ký tự trở lên.
- Nhớ tất cả các xâu ký tự đã gặp và gán cho nó một dấu hiệu (token) riêng.
- Nếu lần sau gặp lại xâu ký tự đó, xâu ký tự sẽ được thay thế bằng dấu hiệu của nó.
Phần quan trọng nhất của phương pháp nén này là phải tạo một mảng rất lớn dùng để lưu giữ các xâu ký tự đã gặp (Mảng này được gọi là "Từ điển"). Khi các byte dữ liệu cần nén được đem đến, chúng liền được giữ lại trong một bộ đệm chứa (Accumulator) và đem so sánh với các chuỗi đã có trong "từ điển". Nếu chuỗi dữ liệu trong bộ đệm chứa không có trong "từ điển" thì nó được bổ sung thêm vào "từ điển" và chỉ số của chuỗi ở trong "từ điển" chính là dấu hiệu của chuỗi. Nếu chuỗi trong bộ đệm chứa đã có trong "từ điển" thì dấu hiệu của chuỗi được đem ra thay cho chuỗi ở dòng dữ liệu ra. Có bốn quy tắc để thực hiện việc nén dữ liệu theo thuật toán LZW là:
Quy tắc 1: 256 dấu hiệu đầu tiên được dành cho các ký tự đơn (0 - 0ffh).
Quy tắc 2: Cố gắng so sánh với "từ điển" khi trong bộ đệm chứa đã có nhiều hơn hai ký tự.
Quy tắc 3: Các ký tự ở đầu vào (Nhận từ tập tin sẽ được nén) được bổ sung vào bộ đệm chứa đến khi chuỗi ký tự trong bộ đệm chứa không có trong "từ điển".
Quy tắc 4: Khi bộ đệm chứa có một chuỗi mà trong "từ điển" không có thì chuỗi trong bộ đệm chứa được đem vào "từ điển". Ký tự cuối cùng của chuỗi ký tự trong bộ đệm chứa phải ở lại trong bộ đệm chứa để tiếp tục tạo thành chuỗi mới.
Ví dụ: Các bước để mã hoá chuỗi "!BAN!BA!BAA!BAR!" như sau (Bảng 4. 1):
- Bước 1: Ký tự thứ nhất '!' được cất vào bộ đệm chứa để chuẩn bị tạo nên một chuỗi.
- Bước 2: Ký tự thứ hai 'B' nối thêm vào sau ký tự !. Vì trong "từ điển" chưa có chuỗi "!B" nên chuỗi này được thêm vào "từ điển" và được gán dấu hiệu là 100h (Vì từ 000h đến 0ffh được dành riêng cho các ký tự đơn: Quy tắc 1). '!' được gửi ra còn 'B' phải ở lại trong bộ đệm chứa.
- Bước 3: Ký tự thứ ba 'A' thêm vào sau 'B'. Chuỗi "BA" cũng chưa có trong "từ điển" nên nó được thêm vào "từ điển" và gán dấu hiệu là 101h. 'A' ở lại trong bộ đệm chứa còn 'B' được gửi ra.
- Bước 4: Ký tự thứ tư 'N' thêm vào sau 'A' tạo thành chuỗi "AN" cũng chưa có trong "từ điển" nên được thêm vào "từ điển" và có dâu hiệu là 102h. 'N' ở lại trong bộ đệm chứa còn 'A' được gửi ra.
- Bước 5: Ký tự thứ năm '!' thêm vào sau 'N' để tạo thành chuỗi "N!", "N!" được thêm vào "từ điển" với dấu hiệu là 103h. '!' ở lại còn 'N' được gửi ra.
- Bước 6: Ký tự thứ sáu 'B' thêm vào sau '!'. Lần này thì chuỗi "!B" đã có trong "từ điển" nên không có ký tự nào được gửi ra. "!B" tiếp tục ở lại trong "từ điển" để tạo ra chuỗi mới.
- Bước 7: Ký tự thứ bảy 'A' thêm vào sau 'B' để tạo thành chuỗi "!BA", do "!BA" không có trong "từ điển" nên nó được thêm vào "từ điển" và gán dấu hiệu là 104h đồng thời dấu hiệu 100h được gửi ra thay cho "!B" (Quy tắc 4). A tiếp tục ở lại trong bộ đệm chứa để tạo thành chuỗi mới.
Các bước trên cứ thế tiếp tục cho đến khi hết tập tin cần nén. Việc giảm kích thước chỉ thực sự bắt đầu tại bước 7 khi mà một dấu hiệu 12 bits là <100h> được gửi ra thay cho hai byte "B!".
Trong thuật toán nén này, phần lớn thời gian khi bắt đầu nén chủ yếu mất vào việc tạo "từ điển". Khi "từ điển" đủ lớn, xác suất gặp chuỗi ở bộ đệm chứa trong "từ điển" tăng lên và càng nén được nhiều hơn. Một điều cần chú ý ở đây là mỗi một dấu hiệu, ta phải lưu một chuỗi trong "từ điển" để so sánh. Vì dấu hiệu được biểu diễn bằng một số 12 bits nên "từ điển" sẽ có 4096 lối vào, khi tăng số bit để biểu diễn dấu hiệu lên thì hiệu quả nén sẽ tốt hơn nhưng lại bị giới hạn bởi bộ nhớ của máy tính. Vì dụ, khi dùng 16 bits để biểu diễn một dấu hiệu thì "từ điển" phải có đến 65536 lối vào, nếu mỗi lối vào có khoảng 20 ký tự thì "từ điển" phải lớn khoảng 1,2 MB. Với một từ điển có dung lượng như vậy rất khó có thể thực hiện trên các máy tính PC hoạt động dưới hệ điều hành DOS vì giới hạn của một đoạn (Segment) là 64KB. Ưu điểm của phương pháp nén LZW là bên nhận có thể tự xây dựng bảng mã mà không cần bên gửi phải gửi kèm theo bản tin nén.